# Giovanni Antonio Volpe
Giovanni Antonio Volpe (altresì conosciuto come Giovanni Antonio Volpi), detto Gianantonio Volpi (Como, 30 dicembre 1513 – Como, 28 agosto 1588), è stato un vescovo cattolico italiano, vescovo di Como e nunzio apostolico in Svizzera.

## Biografia
Nato in una famiglia di nobili comaschi (il padre era un giurista), Giovanni Antonio Volpe si laureò presso l'Università di Padova, dove compì sia studi giuridici sia studi umanistici.
Nel 1538 divenne membro del Capitolo della Cattedrale di Como, prendendo il posto lasciato da un proprio zio.
Nel 1547 si trasferì a Roma, dove diventò collaboratore del cardinale Alessandro Farnese.
Venne consacrato vescovo il 16 luglio 1559, per mano del vescovo di Nocera Giulio Giovio, all'interno della chiesa di San Giacomo di Como. Nello stesso anno, papa Paolo IV lo nominò vescovo di Como, dove era già stato vicario generale del vescovo Bernardino della Croce.
Come vescovo di Como, Giovanni Antonio Volpe tenne due sinodi diocesani. Il primo, datato 1565, servì a mettere al corrente i fedeli non solo di alcune disposizione proprie (emanate nel 1561 ma ancora ignote ai più), ma anche di alcune regole derivanti dal Concilio di Trento; tali disposizioni e regole vennero ribadite nel secondo sinodo, datato 1579, nel quale il Volpe sottolineò l'importanza di eseguire visite pastorali periodiche e capillari per ottenere un'azione pastorale efficace. Del resto, durante l'episcopato del Volpe, la diocesi di Como venne visitata quattro volte: la prima, fu iniziata nell'estate del 1567; la seconda, nel 1575; la terza, nel 1578; la quarta, nel 1580.
Il 25 marzo 1560, papa Pio IV lo nominò nunzio apostolico per la Svizzera, su raccomandazione di Carlo Borromeo, funzione esercitata fino al 1579.
La nunziatura del Volpe si svolse in uno dei periodi più duri della controriforma in Svizzera, quando le lotte tra protestanti e cattolici sullo status confessionale del Canton Glarona furono sul punto di sfociare in una guerra civile (1560-1564). In questo contesto, Giovanni Antonio Volpe fu in grado di evitare un inasprimento della situazione. Allo stesso tempo, il Volpe si impegnò a promuovere sia alleanze dei cantoni cattolici con la Savoia e papa Pio IV, sia la partecipazione di rappresentanze svizzere al Concilio di Trento (nuovamente convocato nel 1562). L'azione mediatrice del Volpe permise di superare le resistenze del Capitolo della Cattedrale di Costanza e dei confederati cattolici contro la nomina di Mark Sittich von Hohenems come vescovo di Costanza. 
Tuttavia, l'incarico di nunzio apostolico provocò non pochi problemi con il governo del Canton Grigioni, che per anni impedì al Volpi di recarsi in Valchiavenna e Valtellina. Fu così che, per tentare di risolvere il problema della mancata cura pastorale dei fedeli di queste due vallate, nel 1578 Carlo Borromeo inviò come visitatore apostolico di questi territori il vescovo di Vercelli Giovanni Francesco Bonomi, che riuscì a varcare i confini grigionesi con la scusa di doversi recare alle terme di Bormio.
Nel 1586 il Volpe donò alla Cattedrale di Como la cosiddetta Urna Volpi, reliquiario d'argento destinato ad alloggiare le più importanti reliquie della stessa cattedrale. Lo scrigno, a forma di casa, è adornato con rilievi raffiguranti, oltre alle insegne dei Volpe, alcune scene mariane.

## Genealogia episcopale
La genealogia episcopale è:
- Cardinale Girolamo Grimaldi
- Arcivescovo Martinho de Portugal
- Arcivescovo Alfonso Oliva, O.E.S.A.
- Vescovo Girolamo Maccabei
- Vescovo Giovanni Giacomo Barba, O.E.S.A.
- Vescovo Giulio Giovio
- Vescovo Giovanni Antonio Volpe

### Esplicative
1. ↑  Data di morte secondo il Dizionario storico della Svizzera; il sito catholic-hierarchy.org indica invece il 30 agosto 1588.
2. ↑  due territori della diocesi di Como che, a quel tempo appartenevano politicamente ai Grigioni

### Bibliografiche
1. 1 2  Olgiati, p. 123.
2. 1 2 3 4   Giovanni Antonio Volpe, su hls-dhs-dss.ch.
3. 1 2  Olgiati, p. 124.
4. ↑  Majocchi, p. 16.
5. ↑  Olgiati, p. 20.
6. 1 2 3 4  Olgiati, p. 21.
7. ↑  Mauri, p. 15.
8. ↑   È tempo di aprire lo scrigno di como, su www.laprovinciadicomo.it, 2 settembre 2015. URL consultato il 7 maggio 2024.